# سباستيان ماز
سباستيان ماز (بالإسبانية: Nelson Sebastián Maz)‏ هو لاعب كرة قدم أوروغواياني في مركز الهجوم، ولد في 20 نوفمبر 1984 في دورازنو ‏ في الأوروغواي. لعب مع بنيارول وتيبورونيس روخوس دي فيراكروز وسنترال إسبانيول وكلوب ليون ومونتيفيديو واندررز ونادي نيكاكسا.

## وصلات خارجية
- سباستيان ماز على موقع قاعدة بيانات كرة القدم.إي يو (الإنجليزية)
- سباستيان ماز على موقع Soccerway.com (الإنجليزية)